# Kelli Connell
Kelli Connell (1974) es una fotógrafa estadounidense contemporánea. Es conocida por crear imágenes de retratos, que podrían considerarse como una forma de autorretratarse. Su obra se encuentra en las colecciones de museos como el Museo Metropolitano del Arte, Museo de Arte de Columbus, el Museo de Arte del Condado de Los Ángeles, el Museo de Bellas Artes de Houston, el Museo de Fotografía Contemporánea y el Museo de Arte de Dallas. 

## Trayectoria
Kelli Connell se hizo fotógrafa para explorar cómo la fotografía puede generar preguntas. En 2011, Decode Books publicó su primera monografía, Double Life, en la que presentó 36 fotografías en color de dos mujeres jóvenes ocupadas en sus actividades diarias de placer y reflexión. Double Life busca cuestionar las ideas de identidad, roles de género y expectativas que la sociedad tiene sobre el individuo. La serie, que muestra a una mujer en una relación romántica consigo misma, presenta a la 'pareja' en momentos íntimos y privados en sus vidas. Connell utiliza su arte para definir los múltiples lados entre el yo y la experiencia humana. Los retratos también son un asunto de identidad. Para realizar esta obra Connell trabajó con la misma modelo a lo largo de los años.
Connell es profesora en Columbia College Chicago.

## Vida personal
Connell está casada con la escultora Betsy Odom.

## Colecciones
- Museo de Arte de Colón.[4]
- Museo de Arte de Dallas.[5]
- Museo de Arte del Condado de Los Ángeles.[5]
- Museo de Arte de Filadelfia.[5]
- Museo de Arte Haggerty, Microsoft.[5]
- Museo de Bellas Artes de Houston.[5]
- Museo de Fotografía Contemporánea.[5]
- Museo Metropolitano de Arte, Nueva York[6]

## Exposiciones
- Double Life, Museo de Arte de Columbus, Columbus, Ohio, 2004[7]
- Kelli Connell: Fotografías, Kendall College of Art and Design, Ferris State University, Grand Rapids, Michigan, 2009[8]

## Publicaciones
- Doble vida. Seattle: Decode 2011. Con Susan Bright. ISBN 978-0-9793373-9-0 .